# Parque zoológico de Odesa
El Parque zoológico de Odesa (en ucraniano: Одеський зоопарк) es un jardín zoológico en la ciudad de Odesa en Ucrania, tiene la condición de reserva natural de valor nacional, que le fue concedido en 1992. La colección del zoológico es de unos 1600 animales (243 tipos), una parte de los que se mencionan en el Libro Rojo Internacional, el Libro rojo de Ucrania y la lista europea Roja.
El zoológico de Odesa se encuentra en el centro de la ciudad, en lado opuesto al mercado Privoz Odesa.